# Eiskogel (Tennengebirge)
Der Eiskogel zählt mit einer Höhe von 2321 m ü. A. zu den bekanntesten Gipfeln im Tennengebirge in den nördlichen Kalkalpen im Salzburger Land. Auf seiner Süd- und Westseite bricht der Berg mit bis zu 1.000 Meter hohen Felswänden ab. Nach Norden und Osten hingegen fällt er relativ flach über Gras- und Schrofenhänge zum weitläufigen Plateau des Tennengebirges ab.

## Lage
Der Doppelgipfel des Eiskogel liegt am Südrand des Tennengebirges bei Werfenweng und unweit der Grenze vom Tennengau zum Pongau. Der große Eiskogel ist oft Ziel von Bergsteigern. Am Fuß des Gipfelaufbaus liegt die Eiskogelhöhle, weiter östlich ragt der benachbarte Tauernkogel auf.

## Routen
Der Eiskogel zählt wie die meisten übrigen Berge im Tennengebirge zu leicht ersteigbaren, also ohne Kletterei erreichbaren Gipfeln. Ebenfalls sei erwähnt, dass die Normalroute im Winter eine überaus beliebte Skitour ist und den Auftakt zu einer Skiüberquerung des Tennengebirges bildet. Die einzig wichtige Route ist der Weg von Süden:
- Von der Wengerau, Gehzeit: 4 Stunden, Höhenunterschied: 1350 Meter

Er beginnt in der Wengerau bei Werfenweng und führt zunächst zur Söldenhütte. Weiter geht es über Latschenhänge in ein Geröllkar zwischen Napf und Tauernkogel, durch das man bis zum Stiegl hochsteigt. Diese Stelle ist felsig und recht ausgesetzt (Schwierigkeitsgrad I nach UIAA), aber gesichert. Anschließend zur Tauernscharte und problemlos über Grashänge auf den Eiskogel.